# 258号美国国道
美国国道258(U.S.Route 258) 是美国国道58的支線 。全長220.15英里(354.30公里),從維吉尼亞汉普顿的門羅堡维吉尼亚143号高速公路至北卡羅來納杰克逊维尔的美国国道17和北卡罗来纳24号高速公路。在北卡罗来纳州它将杰克逊维尔与金斯顿(Kingston)、斯诺希尔(Snow Hill)、法姆维尔(Farmville)、塔尔伯勒（Tarboro）、默弗里斯伯勒(Murfreesboro)联系起来。接着它在维吉尼亚的富兰克林(Franklin)与美国国道58相交，接着前往汉普顿都会区。